# 集英社WEB文芸RENZABURO
『集英社WEB文芸 RENZABURO』（しゅうえいしゃウェブぶんげい レンザブロー）は、集英社が運営する文芸サイト。2007年10月26日に開設された。

## 概要
小説やエッセイなどを中心とした文芸作品を誰でも気軽にネット上で読めるように集英社が立ち上げた文芸サイト。特に若い世代から幅広い世代に渡って人気のある作家に執筆を依頼している。開設当初、オープニング企画として3ヶ月連続で作家からのプレゼントが当たるキャンペーンが開かれた。RENZABURO（レンザブロー）というサイト名の由来は、作家の柴田錬三郎に因む。集英社は柴田に因んだ文学賞である柴田錬三郎賞も主催する。その他、担当編集による著者インタビューや新刊案内などもある。毎週金曜日に更新。

## マスコットキャラクター
マスコットとして読書が趣味のかわうそ・レンザブローをメインに据え、脇役としてオコジョ侍、ぶた侍、モグラ侍、すずめ侍、カエル侍、にわとり親子侍、うずら侍らを配置し、それぞれ好みの小説のジャンルが異なるという設定。
レンザブローはシルクハットをかぶっているが、それ以外のキャラクターは丁髷を結っている。しかし、実際に時代小説好きという設定はオコジョ侍だけである。イラストはハヤシフミカ。同サイトにある「あらゆるアニメ劇場」というコーナーにおいてアニメ化もされている。

## 連載作品
小説
- フロム・ミー・トゥ・ユー 東京バンドワゴン（小路幸也）※スピンオフ短編
- 聖母（宮木あや子）※連作短編
- 鏡村通信（坂東眞砂子）※長編
- フリウリ（金原ひとみ）※短編
- エレクトリチカ（瀬川深）※短編
- 小説再生工場（乙一）
- 鈍色幻視行（恩田陸）※長編
- ジュゼッペが履けなくて。（芳麗）※ダイエット小説
- 東京観光（中島京子）※短編
- 消える（吉川トリコ）※短編

エッセイ
- 大原さんちのココロとカラダ歳時記（大原広軌、大原由軌子）※エッセイコミック
- 王妃たちの光と闇（中野京子）
- 家運猫運怪乱万丈! （加門七海）
- 日本語に片思い（常純敏）
- 小さな覗き窓（柴崎友香）※フォトエッセイ
- ひとり1WEEKヴァカンス（行正り香）
- だいたい四国八十八ケ所（宮田珠己）
- 紫式部の欲望（酒井順子）
- ぼくも歩けば（川上健一）※旅エッセイ

その他
- 東京ねこ景色（橘蓮二）※フォトギャラリー
- 政治と文学の再設定（宇野常寛）※評論
- なめ子の写窓から（辛酸なめ子）※妄想ショートショート
- うらにわアニマル（タムくん）※連作マンガ
- 終わりは始まりII（中村航、フジモトマサル）※回文

## 掲載終了作品
- はじめての40代（酒井順子）
- 眠るサナギ（宮下奈都）
- 僕のスープ（金原ひとみ）
- ワーキングマザーズ・イン・パリ（中島さおり）
- そっとペンギン、ぼーっとパンダ（橘蓮二）
- 記録シリーズ・天狗（古川日出男）
- 怪談宵月夜（加門七海）